# Hollycombe Quarry Railway
| Hunslet Mills Class 0-4-0ST 638 ‘Jerry M’ (1895) mit 1 Fuß 11½ Zoll (597 mm) Spurweite                      |                     |                            |                            |
| Streckenverlauf                                                                                             |                     |                            |                            |
| Streckenlänge:                                                                                              | 2,4 km              |                            |                            |
| Spurweite:                                                                                                  | 610 mm (2-Fuß-Spur) |                            |                            |
| |                     |                            |                            |
| \| \| \| \| \| \| \| \| Bahnhof am Besucherzentrum \| \| \| \| \| \| \| \| \| \| Sandstein-Steinbruch \| \| |                     |                            |                            |
| Strecke von links · Strecke quer · Strecke von rechts                                                       |                     |                            |                            |
| Kopfbahnhof Streckenanfang und quer · Abzweig geradeaus und von rechts · Strecke                            |                     | Bahnhof am Besucherzentrum | Bahnhof am Besucherzentrum |
| Strecke · Strecke                                                                                           |                     |                            |                            |
| Strecke nach links · Strecke quer · Strecke nach rechts                                                     |                     | Sandstein-Steinbruch       | Sandstein-Steinbruch       |

Die Hollycombe Quarry Railway  ist eine 2,4 Kilometer lange Museums-Schmalspurbahn mit einer Spurweite von 610 mm (2 Fuß) im Hollycombe Steam In The Country genannten Freilichtmuseum auf dem Iron Hill, Liphook, Hampshire, England.

## Geschichte
Die Schmalspurbahn in Hollycombe wurde 1967 mit Ausrüstung aus dem Schiefersteinbruch Dinorwic in Nordwales gegründet. Der Steinbruch hatte kurz zuvor den Betrieb seiner umfangreichen Werksbahn eingestellt, woraufhin Commander Baldock die Dampflokomotive Jerry M zusammen mit einer Menge Gleise und mehreren Wagen erwarb. Die Bauarbeiten begannen im Jahr 1968 und erreichten 1971 den Sandsteinbruch. Die Schmalspurbahn wurde später um eine Schleife erweitert, die die Gleislänge auf 2,4 km brachte. Die zweite Dampflok Caledonia wurde 1968 erworben.
Vier der fünf Personenwagen wurden bei der Schließung der Ramsgate Cliff Railway erworben; Der fünfte Wagen wurde in Hollycombe nach demselben Design gebaut.

### Lokomotiven
| Name        | Hersteller       | Typ                     | Baujahr | Werks-Nr. | Bemerkungen |
| ----------- | ---------------- | ----------------------- | ------- | --------- | --- |
| Jerry M     | Hunslet          | 0-4-0ST                 | 1895    | 638       | Ehemals Schiefersteinbruch Dinorwic. Ursprünglicher Name Vaenol, später nach dem erfolgreichen Rennpferd der Steinbruchbesitzer auf Jerry M umbenannt. Betriebsbereit. |
| Caledonia   | Barclay          | 0-4-0WT                 | 1931    | 1995      | Ehemals Burnhope Reservoir Railway, später Schiefersteinbruch Dinorwic, wo sie die No. 70 trug. Wird generalüberholt, Kessel bei der Severn Valley Railway.            |
| Jack        | Ruston & Hornsby | Dieselmechanische 4wDM  | 1939    | 203016    | Nicht betriebsbereit |
| Lizzie      | Ruhrthaler       | Dieselhydraulische 4wDH |         |           | Betriebsbereit |
| Floater     | Simplex          | Dieselmechanische 4wDM  |         |           | Betriebsbereit |
| Tinkerbelle | Plymouth         | Dieselmechanische 4wDM  |         |           | Betriebsbereit |

## Weitere Ausstellungsgegenstände

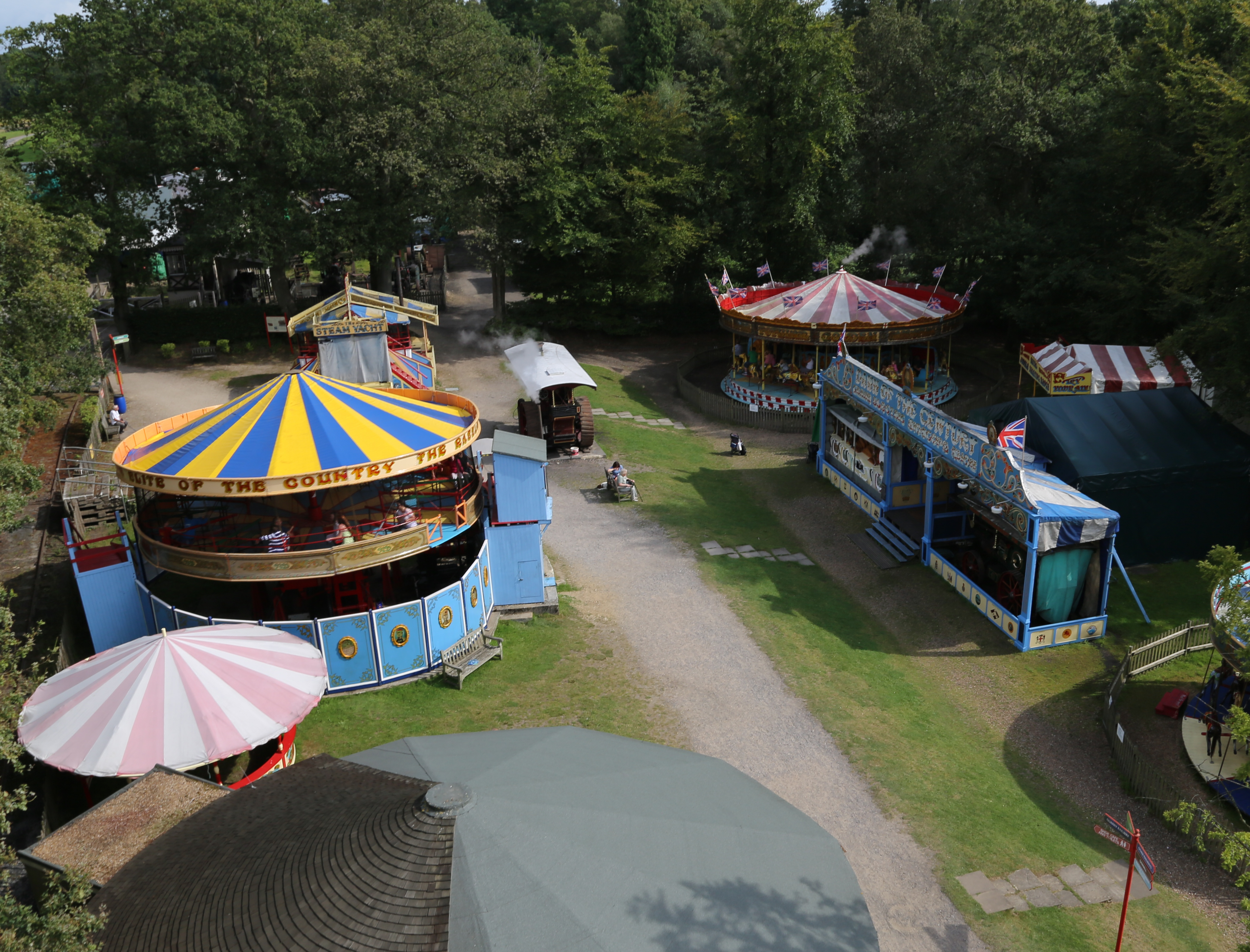
Ein Teil des Rummelplatzes, vom Riesenrad aus aufgenommen

Außerdem gibt es auf dem Gelände noch eine Parkeisenbahn mit einer Spurweite von 184 mm (7¼ Zoll) sowie eine nicht mehr betriebene 500 m lange Normalspurbahn.
Ein dampfbetriebener Rummelplatz aus der Edwardischen Epoche ist die Hauptattraktion des Freilichtmuseums.
Eine umfangreiche Dampfmaschinensammlung mit Dampfwalzen, Lokomobilen, Showman’s Engines, ehemals landwirtschaftlich genutzten Dampfmaschinen, transportablen Dampfmaschinen und Dampforgeln gilt bei Enthusiasten als der kulturgeschichtliche Höhepunkt des Museums.